# Aeschynanthus myrtifolius
Aeschynanthus myrtifolius är en tvåhjärtbladig växtart som beskrevs av Rudolf Schlechter. Aeschynanthus myrtifolius ingår i släktet Aeschynanthus och familjen Gesneriaceae. Inga underarter finns listade i Catalogue of Life.